# Maa el Ainin
Muḥammad Muṣṭafā wuld Shaykh Muḥammad Fāḍil b. Māmīn al-Qalqamī (in arabo ﻣﺤﻤﺪ ﻣﺼﻄﻔﺎ ﻭﻟﺪ ﺷﻴﺦ ﻣﺤﻤﺪ ﻓﺎﺿﻞ ﺑﻦ ﻣﺎﻣﻴﻦ ﺍﻟﻘﻠﻘﻤﻲ‎?; Oualata, 10 febbraio 1831 – Tiznit, 23 ottobre 1910) è stato un mistico e politico sahrāwī.
Soprannominato Māʾ el-ʿAynayn (lett. "Acqua degli occhi") fu uno shaykh, combatté contro il colonialismo francese e spagnolo in Maghreb. Figlio di Muḥammad Fāḍil b. Māmīn al-Qalqamī (1780-1869), un famoso marabutto fondatore della Fadiliyya, una confraternita islamica sufi, facente parte della Qādiriyya.

## I primi anni
Rahal Boubrik situa la sua data di nascita al 10 febbraio 1831. Nipote di Sad Bul, a sedici anni fu inviato dal padre a Marrakesh per continuare gli studi. Anni dopo, nel 1858, fece il pellegrinaggio canonico alla Mecca con uno dei figli del sultano Mulay ʿAbd al-Raḥmān.
Crebbe, quindi, curando un'approfondita preparazione religiosa e al ritorno dal pellegrinaggio alla Mecca - cosa non comune a quei tempi per gli abitanti del Maghreb - divenne famoso per la sua preparazione teologica e per la convinzione, diffusa tra il popolo, che possedesse poteri magici. La sua fama di erudito era estesa in tutto il Sahara.

## Il ritorno dalla Mecca
Nel 1859 Māʾ el-ʿAynayn si trasferì nell'oasi di Tindouf (attualmente in Algeria) dove convisse con mercanti Sahrawi della tribù dei Tajakant. Si sposò l'anno successivo con Maymūna bint Ahmed wuld Alien della famiglia dei Berabis, l'anno successivo con Lasa bint Ahmed Baba degli Arosien: matrimoni questi che lo allearono a potenti famiglie e, prima di partire per il pellegrinaggio, si accasò con due parenti. Sembra che si sia sposato in tutto con 116 donne, di cui dodici della tribù degli Arosien. L'alto numero delle mogli lo ha portato ad avere discendenti in Mauritania, in Marocco e fra i Sahrawi, con ruoli importanti nei tre paesi. Uno di loro, che porta lo stesso nome, è stato ambasciatore del Marocco in Giordania. In questo periodo continuò la vita nomade, viaggiando in un'area che si estendeva dai luoghi di origine della famiglia e della sua nascita al sud e al nord nel Hammada a cavallo fra il Sahara Occidentale e l'Algeria. Sembra che, nel 1865 dopo un soggiorno ed una visita dal padre, iniziò a prendere l'idea di fondare una città nel deserto, fatto che non succedeva da più di mille anni. Forse da quel momento diventò l'obiettivo principale della sua vita, anche per il significato che intendeva dare a questa città.
In questo periodo esercitò la propria autorità nella zona di Atar e Chinguetti, nella attuale Mauritania. Si trasferì nel 1870 nell'entroterra del Sahara Spagnolo, nella zona dell'al-Sāqiya al-Ḥamrāʾ, dove iniziò a scontrarsi con i primi tentativi di allontanarsi dalla costa da parte degli europei. Il suo accampamento nomade attraeva molti studenti di legge islamica e nomadi che chiedevano di essere benedetti, riconoscendo in lui, oltre alla figura religiosa anche poteri magici. Iniziò in questi anni l'opposizione verso i colonialisti francesi e spagnoli prima con la propaganda religiosa e poi con le armi. Fu anche l'inizio del primo tentativo di sedentarizzazione, si installò alla confluenza del wadi di Tigesert con l'al-Sāqiya al-Ḥamrāʾ e fondò Dar Hamra. Rimase fisso con l'accampamento per un totale di sei anni. Alla fine di questo periodo riprese la vita itinerante.

## La costruzione di un ruolo centrale nel deserto
Māʾ el-ʿAynayn divenne una forte figura di riferimento per cinque fatti: il suo ruolo di uomo religioso molto rispettato, l'appartenere ad una famiglia potente, i contatti giovanili con i regnanti marocchini, una leadership su comunità che andavano dal Marocco al Sahara alla Mauritania e al Mali e la ramificazione dei contatti nati dai numerosi matrimoni.
Nacque in questo contesto l'alleanza strumentale con il sultanato marocchino. Il sultano cercava di servirsi di Māʾ el-ʿAynayn per espandere il suo controllo a sud fino al Mali e alla Mauritania, mentre Māʾ el-ʿAynayn, proprio in funzione di questo rapporto privilegiato, puntava ad ampliare ulteriormente la propria influenza.
Nel 1887 fu nominato qadi dal sultano del Marocco Hassan I. Questo fu il periodo della Conferenza di Berlino dopo la quale vennero assegnate le aree di influenza e sfruttamento da parte delle potenze coloniali europee. La Spagna ebbe, fra l'altro la zona attuale del Sahara Occidentale. Nel 1884 Emilio Bonelli rifondò la città di Villa Cisneros capitale del Río de Oro. La Spagna colonizzò esclusivamente la costa e una limitata parte dell'entroterra.

## La fondazione di Ṣmāra
Nel 1898 iniziò la costruzione della città di Ṣmāra. La costruzione fu possibile grazie all'aiuto determinante, sia in termini di mezzi che economico, del sultano del Marocco, ma anche a quello degli emiri mauritani di Trarza e Brakna e alle donazioni degli innumerevoli pellegrini provenienti dall'attuale Algeria, Marocco, Mauritania e Mali. Un'azione nata dal suo carisma e dal concedere la báraka ovvero le prove miracolose della sua santità.
Nel costruire la città di Ṣmāra i suoi obiettivi erano stati quelli di creare un luogo con più caratteristiche: un centro di commercio fra l'Africa subsahariana e l'Europa, un luogo sacro, la capitale del movimento religioso e politico che, partendo dagli insegnamenti del padre, aveva lentamente creato e in parte trasformato, ed una base fissa dove educare gli studiosi dell'Islam.
Ṣmāra fu costruita nel letto del wadi dell'al-Sāqiya al-Hamrāʾ e il posto fu scelto su basi magiche. La costruzione, che durò anni, fu fatta da migliaia di Sahrawi con l'aiuto di manodopera marocchina più esperta e con l'invio da parte del sultano Hassan I dei materiali per la costruzione. Nel 1902 ad opera quasi conclusa, Māʾ el-ʿAynayn si trasferì nella città proclamandola città santa. Nei pochi anni della vita di questa città creò un'importante biblioteca islamica con oltre 5000 manoscritti, facendo di Ṣmāra la nuova città del deserto che si affiancava alle altre più antiche, in una rete che contiene il maggior numero di opere librarie islamiche del mondo. Di Māʾ el-ʿAynayn si disse che creò una seconda età dell'oro nel Sahara Occidentale, la breve prima esistenza della città concentrò un gran numero di malemin, artigiani e poeti brillanti oltre che un gran numero di studiosi.

## La lotta anticoloniale
Finita la costruzione della città, nel 1904 proclamò il jihād contro i colonizzatori. Considerava la penetrazione straniera sia come ostile al suo potere, sia come un assalto cristiano all'Islam. Cominciò, su queste basi, la resistenza con l'appoggio delle tribù Sahrawi. Attaccò gli spagnoli sulla costa e si scontrò con i francesi che erano maggiormente presenti nell'interno. Il 23 giugno 1910 fu contrastato dai francesi che lo costrinsero a ripiegare su Tiznit, dove morì nel mese di ottobre.

## Le sue opere
La leggenda dice che gran parte delle sue opere siano state distrutte dai francesi durante il cannoneggiamento della biblioteca di Ṣmāra, ma non esiste alcuna conferma storica dell'avvenimento. Circa 50 delle sue opere stampate a Fez sono custodite nelle biblioteche di Chinguetti in Mauritania. Gli vengono attribuite 314 opere.

La più importante è la Ifādat al-rāwī fī annī mukhāwī.